# Dahlgrenius boudista
Dahlgrenius boudista är en skalbaggsart som först beskrevs av Sylvain Auguste de Marseul 1857.  Dahlgrenius boudista ingår i släktet Dahlgrenius och familjen stumpbaggar. Inga underarter finns listade i Catalogue of Life.